# 圖爾納雄峰
圖爾納雄峰（英語：Tournachon Peak），是南極洲的山峰，位於葛拉漢地西岸的丹科海岸，海拔高度860米，由英國探險隊拍攝照片订立目前名称，現時由南極條約體系管理。